# Bothel and Threapland
Bothel and Threapland – civil parish w Anglii, w Kumbrii, w dystrykcie (unitary authority) Cumberland. W 2011 civil parish liczyła 483 mieszkańców.